# Derek Sua
Derek Sua, (* 29. prosince 1987 v Motootua, Samoa) je samoánský zápasník–judista. Na mezinárodní scéně se objevuje s přestávkami od roku 2011. V roce 2016 dosáhl na oceánskou kontinentální kvótu pro účast na olympijských hrách v Riu, kde vypadl v prvním kole.